# ورنا ابرهارت
ورنا ابرهارت (آلمانی: Verena Eberhardt؛ زادهٔ ۶ دسامبر ۱۹۹۴) دوچرخه‌سوار زن اهل اتریش است.
وی در مسابقات کشوری و بین‌المللی در مجموع برندهٔ ۱ مدال نقره شده‌است.